# Helena Březinová
Helena Březinová (* 31. ledna 1974) je česká skandinavistka a překladatelka z dánštiny a islandštiny. Působí jako docentka na Filozofické fakultě Karlovy univerzity.

## Odborná činnost
V letech 1994–1998 vystudovala na Filozofické fakultě Univerzity Karlovy obory němčina a dánština. Doktorské studium ukončila roku 2002. V disertační práci se věnovala románům dánského spisovatele J. V. Jensena. Od roku 2002 působila jako odborná asistentka na oddělení skandinavistiky Ústavu germánských studií; v roce 2020 se stala vedoucí tohoto oddělení. Ve své vědecké práci se věnuje severské středověké literatuře, dánskému literárnímu romantismu a skandinávským literaturám 19. a 20. století.  V roce 2018 publikovala monografii věnovanou Hansi Christianovi Andersenovi Slavíci, mořské víly a bolavé zuby. Iniciovala a k vydání připravila první úplné vydání pohádek Hanse Christiana Andersena v češtině, jenž vyšlo v roce 2025 v nakladatelství Kodudek. Na knize se podílela též překladatelsky společně s Františkem Fröhlichem.

## Překlady
Vedle odborné činnosti na univerzitě se věnuje také literárnímu překladu z dánštiny a islandštiny, překladu filmových titulků a literární kritice.  Do češtiny převedla například prózy Helle Helle, Petera Høega, Sjóna nebo Naji Marie Aidtové.

## Ocenění
V roce 2019 získala ocenění Zlatá stuha za knihu Slavíci, mořské víly a bolavé zuby.